# Malin Reitan
Malin Reitan, aussi connue sous le nom d'artiste Malin, née le 8 août 1995 à Trondheim, est une chanteuse norvégienne.
Malin termine 3e au Concours Eurovision de la chanson junior en 2005 avec sa chanson Sommer og skolefri (« été et grandes vacances »).
Sous la houlette de son producteur, Ulf Risnes, elle fait sa place dans l'industrie du disque norvégienne.

## Biographie
Malin Reitan naît le 8 août 1995 à Trondheim, dans le Sør-Trøndelag (fusionné depuis 2018 en comté de Trøndelag).

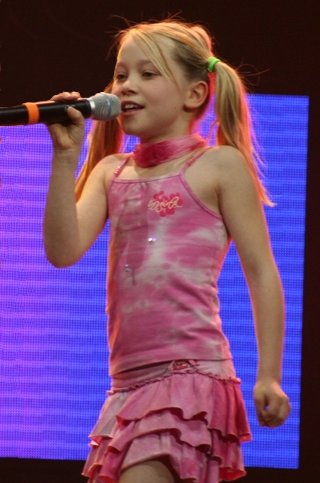
Malin au concours Eurovision junior en 2005

### Concours de chant
À 10 ans, Marlin se fait connaître du public norvégien en remportant la finale du Melodi Grand Prix Junior 2005 (souvent raccourci en MGPjr),. Ce concours de chant d'envergure nationale sert de passeport au vainqueur  pour représenter la Norvège au concours Eurovision de la chanson junior. Lors de la finale en 2005, Malin arrive troisième.

### Enregistrements en studios
Devant le succès de sa prestation, elle enchaîne ensuite les sorties d'albums :  le 8 mai 2006, elle fait ses débuts dans l'industrie du disque avec Malin på måne (« Malin sur la lune ») et le 27 novembre de la même année, un album de Noël, Malins jul (« le Noël de Malin »). Le 16 avril 2008 sort son troisième disque, Pang!. Le 2 novembre 2009, elle publie son dernier album Malin, récompensé par la profession d'un Spellemannpris, et le 8 novembre 2010, elle propose l'album Julekonserten (« concert de Noël ») avec sa collègue et amie Celine Helgemo. Le 1er avril 2011, Malin Reitan sort son sixième album, Paradis.

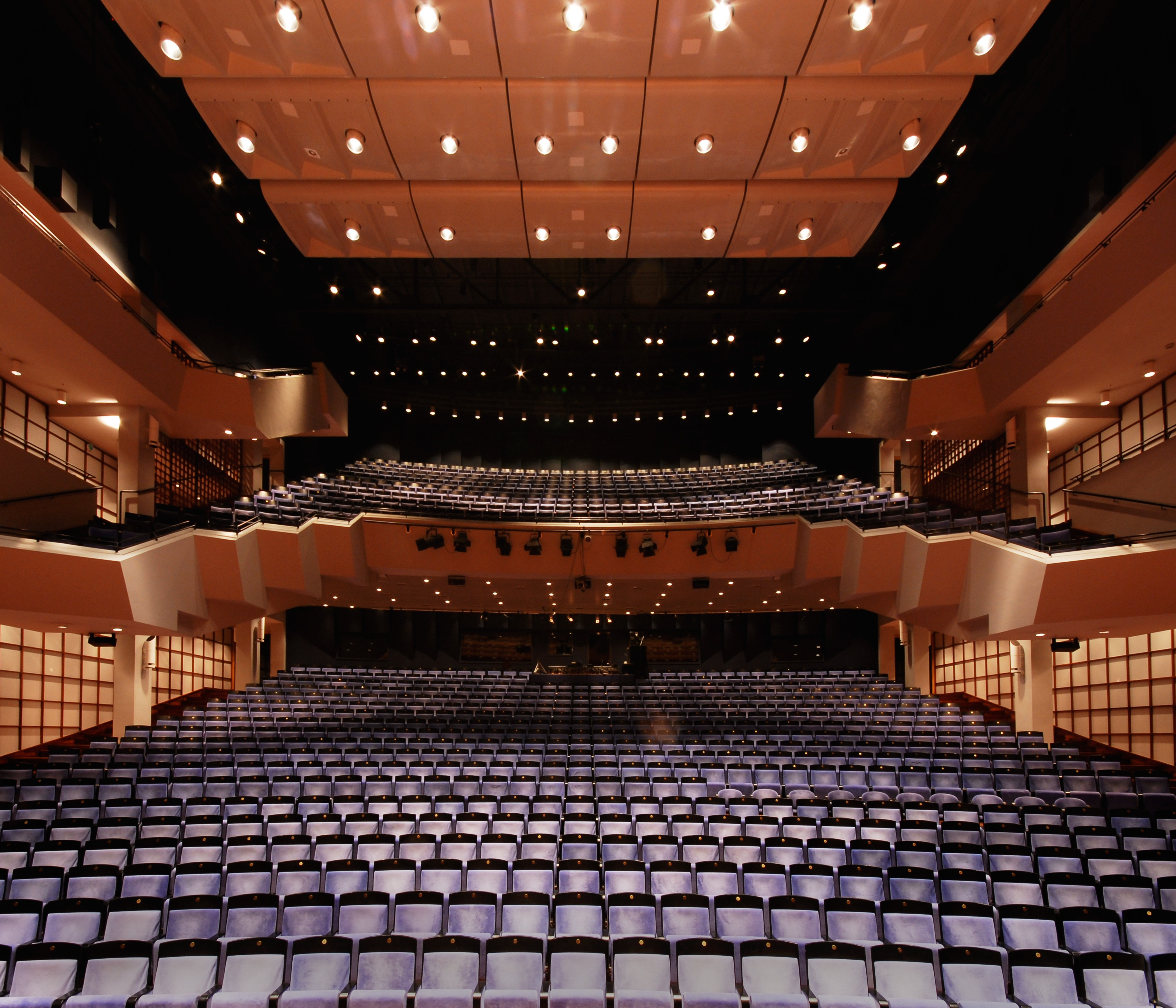
La Grande Halle de l'Olavshall

### Spectacles à succès
En 2008, Reitan et Helgemo remplissent cinq fois l'Olavshall, la plus grande salle de Trondheim, avec leur spectacle de Noël. Aucun autre artiste, ni norvégien ni étranger, n'a réussi ce cas de figure avant ou depuis ces quintuples représentations. Elles réitèrent l'exploit en 2009 et 2010, en rencontrant un grand succès avec l'Olavshall à guichets fermés à trois reprises.

### Distinctions et ventes d'albums
Le 9 octobre 2009, Malin accompagnée de Celine, participe à l'émission Beat for beat sur NRK1. Avec l'album Malin, elle remporte le Spellemann 2009 dans la catégorie disques pour la jeunesse. Elle devient ainsi la plus jeune lauréate du prix Spellemann. Au cours de la même présentation, elle contribue à la remise du prix d'honneur à Jahn Teigen. Malin Reitan vend plus de 130 000 disques dans l'ensemble et reçoit un total de six trophées d'or et un trophée de platine. Tous ses disques remportent des trophées d'or, outre la compilation MGP jr de 2005.

### Concours Melodi Grand Prix 2012
En 2012, Malin Reitan participe à la deuxième finale du Melodi Grand Prix  (version pour les adultes cette fois-ci), qui se tient à Larvik. Elle contribue à la chanson Crush écrite par la société de production osloïte Beyond51. Malin parvient à la troisième marche du podium et rejoint la finale à l'Oslo Spektrum avec Tommy Fredvang et le groupe Plumbo, qui repart vainqueur de la demi-finale. Favori des prévisions, le groupe perd contre Tooji, qui devient de facto candidat pour la Norvège de l'Eurovision 2012.

## Discographie

### Albums
- 2006 : Malin på månen[5] ;
- 2006 : Malins jul[6]
- 2008 : Pang![7] ;
- 2009 : Malin[8] ;
- 2010 : Julekonserten[18], avec Celine Helgemo.
- 2011 : Paradis[9]

### Singles
- 2012 : Crush[19]